# Lygia Fagundes Telles

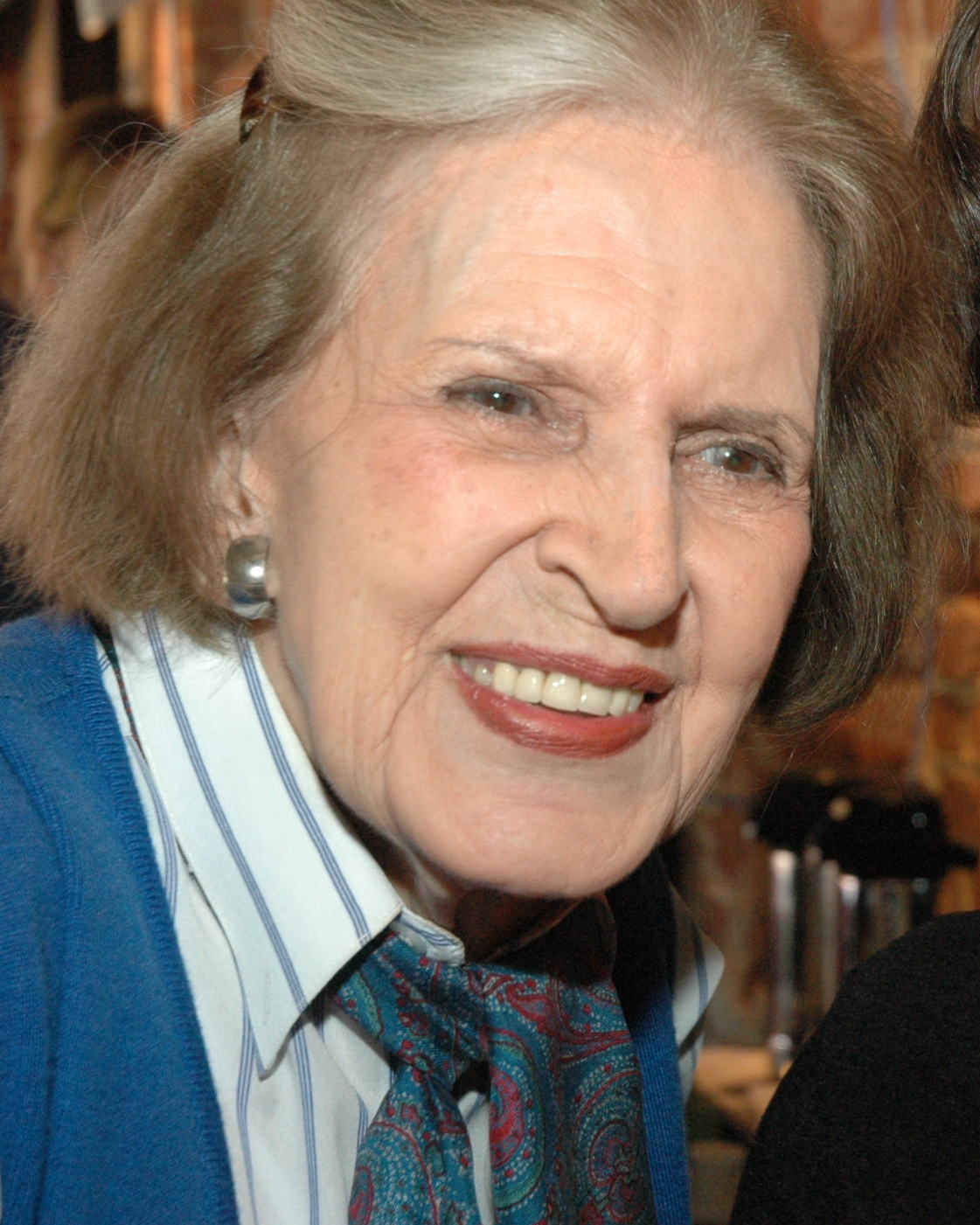
Lygia Fagundes Telles 2011.

Lygia Fagundes Telles, född 19 april 1918 i São Paulo, Brasilien, död 3 april 2022 i São Paulo, var en brasiliansk författare. 
År 2005 tilldelades hon Camões pris. Katarina Wikars ansåg i Sveriges Radio den 9 oktober 2013 att Fagundes Telles borde tilldelas årets nobelpris i litteratur, med följande motivering:
| ”                  | För hennes förmåga att vandra in och ut ur människors belastade och uppluckrade medvetanden och föra berättelsen någon helt annanstans än dit man trodde att den var på väg, och för hennes meningar som tar slut när man minst anar det. | „ |
| – Katarina Wikars. | |   |